# Аберрация света

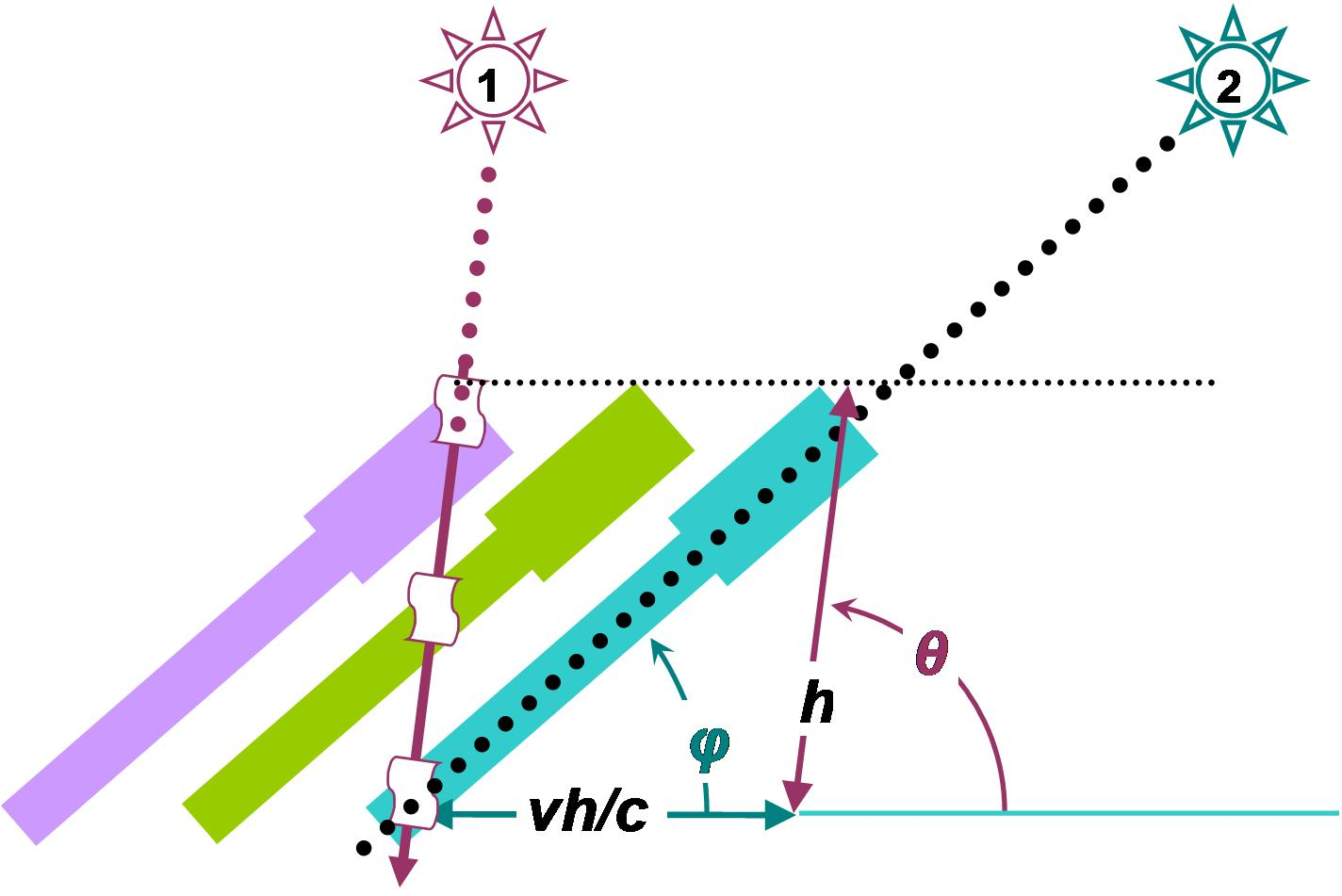

Результаты наблюдений аберрации γ-Дракона Брэдли в 1727 г.

Аберра́ция све́та (лат. aberratio, от ab и от errare блуждать, уклоняться) — изменение направления распространения света (излучения) при переходе из одной системы отсчёта к другой.
При астрономических наблюдениях аберрация света приводит к изменению положения звёзд на небесной сфере вследствие изменения направления скорости движения Земли. Различают годичную, суточную и вековую аберрации. Годичная аберрация связана с движением Земли вокруг Солнца.
Суточная — обусловлена вращением Земли вокруг своей оси. Вековая аберрация учитывает эффект движения солнечной системы вокруг центра Галактики.
Явление аберрации света приводит также к неизотропности излучения движущегося источника. Если в системе покоя источника его излучение изотропно, то в системе отсчёта, относительно которой он движется, это излучение будет неизотропным, с повышением интенсивности в направлении движения источника.

## Описание явления
Аберрация света связана с правилом сложения скоростей и имеет простую и наглядную аналогию в обыденной жизни. Предположим, человек с зонтом находится под дождём, капли которого падают вертикально вниз. Если человек побежит с некоторой скоростью, то капли начнут падать под наклоном, ему навстречу. Чтобы не промокнуть, человек должен наклонить зонт в направлении движения.
Необходимо помнить, что описанная выше ситуация является лишь аналогией световой аберрации. Свет движется существенно быстрее, чем капли дождя. Поэтому для описания аберрации света необходимо пользоваться релятивистским законом сложения скоростей.
Пусть инерциальная система отсчёта S', в которой источник света неподвижен, движется со скоростью v относительно системы отсчёта S. Обозначим через {\displaystyle \theta } угол в системе S между направлением распространения света и скоростью v. Аналогичный угол в системе S' обозначим через {\displaystyle \theta '}.
Связь этих углов описывается формулой аберрации света:
{\displaystyle \sin \theta ={\frac {{\sqrt {1-v^{2}/c^{2}}}\sin \theta '}{1+(v/c)\cos \theta '}},}
где {\displaystyle c} — скорость света. Иногда эта формула записывается с минусом перед
скоростью в знаменателе, если в качестве направления используется вектор, ориентированный навстречу световому сигналу (от наблюдателя к источнику).
Угол {\displaystyle \alpha =\theta '-\theta } называется углом аберрации.
В случае, если относительная скорость систем отсчёта v мала, то угол аберрации равен:
{\displaystyle \alpha =\theta '-\theta \approx {\frac {v}{c}}\,\sin \theta '.}
Приведённые выше формулы не зависят от скорости источника света. Связано это с тем, что значение скорости света не зависит ни от скорости источника, ни от скорости приёмника. Кроме этого аберрационные формулы применимы не только к световым сигналам, но и к любым ультрарелятивистским частицам, движущимися со скоростями близкими к скорости света.

### Сложение скоростей
Формулы для аберрации света непосредственно следуют из релятивистского правила сложения скоростей. Пусть система отсчёта S' движется относительно системы отсчёта S со скоростью v вдоль оси x (оси систем параллельны). Если некоторая частица имеет компоненты скорости {\displaystyle u_{x}}, {\displaystyle u_{y}} в системе S и со штрихами в системе S', тогда выполняются соотношения
:
{\displaystyle u_{x}={\frac {u'_{x}+v}{1+vu'_{x}/c^{2}}},~~~~~~~~u_{y}={\frac {u'_{y}{\sqrt {1-v^{2}/c^{2}}}}{1+vu'_{x}/c^{2}}}.}
Компоненты скорости частицы, движущейся со скоростью света равны {\displaystyle u_{x}=c\cos \theta ,} {\displaystyle u_{y}=c\sin \theta } и аналогично со штрихами в системе S'. Подставляя их в преобразования для {\displaystyle u_{y}}, получаем формулу для аберрации света.
Преобразования для {\displaystyle u_{x}} приводят к аналогичной связи для косинусов в обеих системах отсчёта.

### Преобразование волнового вектора
Приведённый в предыдущем разделе вывод применим к объектам независимо от их природы. Это могут быть как частицы, движущиеся с околосветовой скоростью, так и электромагнитная волна. Для волновых сигналов формулу аберрации света можно получить также из закона преобразования для волнового вектора. Волновой вектор {\displaystyle \mathbf {k} } направлен перпендикулярно фронту волны и вместе с её частотой {\displaystyle \omega } образует компоненты 4-вектора {\displaystyle k^{\nu }=\{\omega /c,~\mathbf {k} \}}. В соответствии с преобразованиями Лоренца компоненты этого вектора, измеренные наблюдателями в двух инерциальных системах отсчёта, имеют вид:
{\displaystyle \omega ={\frac {\omega '+vk'_{x}}{\sqrt {1-v^{2}/c^{2}}}},~~~~~~~~k_{x}={\frac {k'_{x}+v\omega '/c^{2}}{\sqrt {1-v^{2}/c^{2}}}},~~~~~~~~k_{y}=k_{y}'.}
Квадрат волнового вектора равен {\displaystyle \mathbf {k} ^{2}=\omega ^{2}/c^{2}}. Введём угол {\displaystyle \theta } между волновым вектором и осью x (и, следовательно, скоростью v), так, что {\displaystyle k_{x}=(\omega /c)\cos \theta } и {\displaystyle k_{y}=(\omega /c)\sin \theta } и аналогично со штрихами в системе отсчёта S'. Равенство проекций волнового вектора на ось y в двух системах отсчёта приводит к соотношению {\displaystyle \omega \sin \theta =\omega '\sin \theta '}. Исключая частоту при помощи первого уравнения преобразований Лоренца,
получаем формулу для аберрации света. Одновременно с ней преобразования Лоренца приводят к соотношениям для релятивистского эффекта Доплера.

## Аберрация в астрономии
Аберрация света приводит к изменению положения объекта наблюдения на небесной сфере в результате движения Земли. На самом деле двух наблюдателей, сравнивающих углы, в данном случае нет. Наблюдатель один, и он расположен на Земле. Второго можно представлять, например, неподвижным относительно Солнца, но как воображаемого. Направление скорости Земли, например, при движении вокруг Солнца меняется. При этом происходит смена сопутствующих к Земле инерциальных систем отсчёта. Поэтому наблюдатель на Земле через полгода оказывается в системе отсчёта, движущейся в обратную сторону относительно своего прошлого положения. Исключая из аберрационных формул «воображаемого наблюдателя», мы получим изменение угла для астронома в два различных момента времени.
В результате эффекта аберрации звезда в течение года описывает на небесной сфере эллипс (годичная аберрация).
В астрономии используют систему отсчёта, связанную с Солнечной системой, поскольку её с высокой точностью можно считать инерциальной. Звёздные атласы составлены именно в ней, так что эффект вековой аберрации выводится из рассмотрения.
Суточная аберрация мала, и даже угол годичной аберрации очень мал; наибольшая его величина — при том условии, что движение Земли перпендикулярно направлению луча, — составляет всего около 20,5 угловой секунды. Звезда, находящаяся в полюсе эклиптики и лучи которой перпендикулярны плоскости земной орбиты (практически, эклиптики) в системе отсчёта Солнца, будет в течение всего года наблюдаться отстоящей от своего «истинного» положения на 20,5 секунды, то есть описывать окружность диаметром 41 секунда. Этот кажущийся путь для прочих звёзд уже будет представлять не окружность, а эллипс. Большая полуось этого эллипса равна 20",5, а малая полуось равна 20",5sinβ, здесь β — эклиптическая широта наблюдаемого небесного светила. Если звезда находится на самой эклиптике, то её годовое движение, вследствие световой аберрации, представится видимым отрезком прямой линии, являющимся дугой эклиптики на небесной сфере, и по этому отрезку звезда идёт то в одну сторону, то в другую. Аберрация наблюдается не только для звёзд, но и объектов Солнечной системы.

### Аберрационная постоянная
Аберрационная постоянная характеризует геометрические размеры эллипса, который описывает звезда на небесной сфере в течение года.
Определение аберрационной постоянной непосредственно из наблюдений сопряжено с систематическими трудностями. На международном совещании по астрономическим постоянным в Париже в 1950 г. было принято решение об исключении аберрационной постоянной из числа фундаментальных астрономических постоянных, определяемых непосредственно из наблюдений. В дальнейшем выводить её значение предполагается из параллакса Солнца.
Начиная с 1960 г. с развитием Радиолокационной астрономии астрономическую аберрацию стали вычислять гораздо точнее при радиолокации планет.
Значение постоянной аберрации принята Международным Астрономическим Союзом (на 2000 г.) k = 20,49552″.

## Исторический обзор
Аберрация света была открыта в 1727 г. английским астрономом Брэдли, который, намереваясь определить параллаксы некоторых неподвижных звёзд, заметил их перемещение. Брэдли объяснял явление аберрации как результат сложения скорости света и скорости наблюдателя. Бредли предполагал величину аберрации равной {\displaystyle \mathrm {tg} \,\alpha ={\frac {v}{c}}}, где v орбитальная скорость Земли, с скорость света, а α — угол между реальным и кажущимся положением звезды. Открытие аберрации вместе с тем послужило новым подтверждением орбитального движения Земли и справедливости вычисления датского астронома Ремера относительно скорости света.
Теорию световой аберрации разрабатывали Бессель и др., например Эдуард Кеттелер, немецкий физик, известный как разработчик теории «упругого светового эфира».

### Объяснения аберрации в рамках эфирных теорий
Т. Юнг в 1804 году дал первое волновое объяснение аберрации как результат действия «эфирного ветра», дующего с равной по величине и обратной по направлению движения наблюдателя скоростью.
В 1868 г. Хук поставил опыт, в котором наблюдал земной источник света в телескоп через двухметровый столб воды. Отсутствие предполагаемого сдвига изображения, обусловленного суточным вращением Земли, Хук объяснил на основе теории Френеля. Он пришёл к выводу, что френелевский коэффициент увлечения справедлив с точностью до 2 %. В свою очередь Клинкерфус поставил аналогичный опыт с 8-дюймовым столбом воды и получил увеличение постоянной аберрации на 7,1" (по его теории ожидалось увеличение на 8"). Для разрешения этого противоречия серию точных опытов провёл в 1871—1872 гг. Эйри. Рискуя испортить большой гринвичский телескоп, наполнил его водой и повторил опыт Брэдли по наблюдению звезды γ Дракона. Он наблюдал звезду вблизи зенита с помощью вертикально установленного телескопа высотой 35,3 дюйма, заполненного водой. По теории Клинкерфуса за полгода угловое смещение звезды должно было увеличиться на около 30", в то время как на опыте изменение смещения не превышало 1" и лежало в пределах ошибок эксперимента. Из опыта Эйри следовало, что орбитальное движение Земли полностью увлекает светоносную среду.

### Создание теории относительности
В 1905 году А. Эйнштейн в первой своей работе «К электродинамике движущихся сред» вывел релятивистскую формулу аберрации.
Возьмём наблюдателя, движущегося со скоростью {\displaystyle v} относительно бесконечно удалённого источника света. Пусть {\displaystyle \phi } — угол между линией, соединяющей источник света с наблюдателем, и скоростью наблюдателя, отнесённой к координатной системе (покоящейся относительно источника света). Теперь если обозначить через {\displaystyle \phi '} угол между нормалью к фронту волны (направлением луча) и линией, соединяющей источник света с наблюдателем, то формула имеет вид
{\displaystyle \cos \phi '={\frac {\cos \phi -{\frac {v}{c}}}{1-{\frac {v}{c}}\cos \phi }}}
Для случая {\displaystyle \phi ={\frac {\pi }{2}}} она принимает простой вид
{\displaystyle \cos \phi '=-{\frac {v}{c}},}